# Parcul Național Gauja
Parcul Național Gauja este o arie protejată (arie specială de conservare — SAC, sit de importanță comunitară — SCI, arie de protecție specială avifaunistică — SPA) din Letonia întinsă pe o suprafață de 91.786,74 ha, integral pe uscat.

## Localizare
Centrul sitului Parcul Național Gauja este situat la coordonatele 57°17′26″N 25°08′23″E / 57.2906°N 25.1398°E.

## Înființare
Situl Parcul Național Gauja a fost declarat arie de protecție specială avifaunistică în mai 2004 pentru a proteja 7 specii de plante și 79 de specii de animale. Alte tipuri de protecție:
- sit de importanță comunitară (în mai 2004)
- arie specială de conservare (în mai 2004)[2][4][5]

## Biodiversitate
Situată în ecoregiunea boreală, aria protejată conține 34 de habitate naturale: Ape stătătoare oligotrofe până la mezotrofe, cu vegetație de Littorelletea uniflorae și/sau de Isoëto-Nanojuncetea, Ape puternic oligomezotrofe cu vegetație bentonică cu Chara spp., Lacuri eutrofice naturale cu vegetație de tip Magnopotamion sau Hydrocharition, Lacuri și iazuri distrofice naturale, Cursuri de apă de la nivel de câmpie la nivel montan, cu vegetație Ranunculion fluitantis și Callitricho-Batrachion, Râuri cu maluri nămoloase cu vegetație de Chenopodion rubri p.p. și Bidention p.p., Pajiști carstice calcaroase sau bazofile, de Alysso-Sedion albi, Pajiști calcaroase din nisipuri xerice, Pajiști uscate seminaturale și facies de acoperire cu tufișuri pe substraturi calcaroase (Festuco-Brometalia) (* situri importante pentru orhidee), Formațiuni ierboase bogate în specii de Nardus, dezvoltate pe substraturi silicioase în zone montane (și în zone submontane, în Europa continentală), Pajiști fino-scandinave uscate până la mezice, bogate în specii de altitudine mică, Pajiști cu Molinia pe soluri calcaroase, turboase sau argilos-nămoloase (Molinion caeruleae), Liziere de ierburi înalte hidrofile de câmpie și de nivel montan până la alpin, Pajiști aluvionare boreale nordice, Fânețe de joasă altitudine (Alopecurus pratensis, Sanguisorba officinalis), Turbării active, Mlaștini oligotrofe degradate, capabile încă de regenerare naturală, Mlaștini turboase de tranziție și turbării mișcătoare, Depresiuni pe substraturi de turbă de Rhynchosporion, Izvoare fino-scandinave și mlaștini produse de izvoare bogate în minerale, Izvoare petrifiante cu formare de travertin (Cratoneurion), Mlaștini alcaline, Pante stâncoase calcaroase cu vegetație casmofită, Pante stâncoase silicioase cu vegetație casmofită, Peșteri inaccesibile publicului, Taiga vestică, Păduri caducifoliate bătrâne naturale hemiboreale fino-scandinave (Quercus, Tilia, Acer, Fraxinus sau Ulmus) bogate în specii epifite, Păduri fino-scandinave bogate în ierburi cu Picea abies, Păduri caducifoliate de mlaștină fino-scandinave, Păduri de stejar sau de stejar și carpen sub-atlantice și medio-europene de Carpinion betuli, Păduri pe pante, grohotișuri și ravene de Tilio-Acerion, Mlaștini împădurite, Păduri aluvionare cu Alnus glutinosa și Fraxinus excelsior (Alno-Padion, Alnion incanae, Salicion albae), Păduri mixte riverane de Quercus robur, Ulmus laevis și Ulmus minor, Fraxinus excelsior sau Fraxinus angustifolia, de-a lungul marilor râuri (Ulmenion minoris).
La baza desemnării sitului se află mai multe specii protejate:
- plante (7): turiță (Agrimonia pilosa), papucul doamnei (Cypripedium calceolus), mușchi (Dicranum viride), Hamatocaulis vernicosus, moșișoare (Liparis loeselii), dedițelul (Pulsatilla patens), ochii-șoricelului (Saxifraga hirculus)
- păsări (43): pescăruș albastru (Alcedo atthis), gâscă de semănătură (Anser fabalis), acvilă de munte (Aquila chrysaetos), acvilă țipătoare mică (Aquila pomarina), cocoșul de mesteacăn (Bonasa bonasia), buha (Bubo bubo), Bucephala clangula, Bucephala clangula, caprimulg (Caprimulgus europaeus), barză albă (Ciconia ciconia), barză neagră (Ciconia nigra), erete de stuf (Circus aeruginosus), erete cenușiu (Circus pygargus), cristeiul de câmp (Crex crex), lebădă de iarnă (Cygnus cygnus), ciocănitoare cu spate alb (Dendrocopos leucotos), ciocănitoarea de stejar (Dendrocopos medius), ciocănitoare neagră (Dryocopus martius), gârliță mare (Anser albifrons), buhai de baltă (Botaurus stellaris), presură de grădină (Emberiza hortulana), presură de grădină (Emberiza hortulana), șoim de iarnă (Falco columbarius), muscar (Ficedula parva), ciuvică (Glaucidium passerinum), cocor (Grus grus), cocor (Grus grus), sfrâncioc roșiatic (Lanius collurio), pescăruș râzător (Larus ridibundus), ciocârlie de pădure (Lullula arborea), ferestrașul mare (Mergus merganser), gaia neagră (Milvus migrans), vultur pescar (Pandion haliaetus), viespar (Pernis apivorus), ciocănitoare de munte (Picoides tridactylus), ciocănitoare verzuie (Picus canus), ploier auriu (Pluvialis apricaria), cresteț pestriț (Porzana porzana), chiră de baltă (Sterna hirundo), silvie porumbacă (Sylvia nisoria), cocoșul de mesteacăn (Tetrao tetrix tetrix),  cocoș de munte (Tetrao urogallus), fluierar de mlaștină (Tringa glareola)
- amfibieni (1): triton cu creastă (Triturus cristatus)
- mamifere (4): vidră de râu (Lutra lutra), liliac de iaz (Myotis dasycneme), liliac de iaz (Myotis dasycneme), urs brun (Ursus arctos)
- nevertebrate (16): Boros schneideri, fluturele flitirar (Euphydryas maturna), Mesosa myops, Ophiogomphus cecilia, Osmoderma barnabita, Oxyporus mannerheimii, Stephanopachys linearis, Vertigo angustior, Vertigo geyeri, Xylomoia strix, Dytiscus latissimus, Graphoderus bilineatus, libelule (Leucorrhinia pectoralis), fluturele purpuriu (Lycaena dispar), Margaritifera margaritifera, Unio crassus
- pești (15): avat (Aspius aspius), zvârluga (Cobitis taenia), zglăvoacă (Cottus gobio), cicar (Lampetra planeri), țipar (Misgurnus fossilis), boarță (Rhodeus sericeus amarus), dunăriță (Sabanejewia aurata), somonul (Salmo salar), somonul (Salmo salar), somonul (Salmo salar), somonul (Salmo salar), Lampetra fluviatilis, Lampetra fluviatilis, Lampetra fluviatilis, Lampetra fluviatilis

Pe lângă speciile protejate, pe teritoriul sitului au mai fost identificate 63 de specii de plante, 3 specii de păsări, 4 specii de amfibieni, 7 specii de mamifere, 46 de specii de nevertebrate, 3 specii de pești, 1 specie de reptile.